# Songs of Surrender
Albums de U2
Songs of Experience
(2017)
Singles
1. Pride (In the Name of Love)
Sortie : 11 janvier 2023
2. With or Without You
Sortie : 27 janvier 2023
3. One
Sortie : 12 février 2023
4. Beautiful Day
Sortie : 3 Mars 2023
5. Invisible
Sortie : 17 Mars 2023[3]

Songs of Surrender est un album de chansons réenregistrées du groupe de rock irlandais U2, sorti le 17 mars 2023 sur les labels Island Records et Interscope Records. Produit par le guitariste The Edge, il comprend des versions réenregistrées et réinterprétées de 40 chansons du catalogue du groupe, en version acoustique. La liste complète des morceaux contient 40 chansons organisées en quatre "albums", chacun portant le nom des 4 membres du groupe. L'album est sorti aussi en versions 16 et 20 pistes ainsi qu'en une douzaine de vinyles colorés.
On y retrouve les grands tubes du groupe, à commencer par One, premier morceau de la compilation, que suit immédiatement Where the Streets Have No Name, et encore Sunday Bloody Sunday (sur lequel The Edge joue du ukulélé), With or Without You ou Ordinary Love. Il y a également des enregistrements récents, tels que la reprise du titre Walk On, que Bono et The Edge ont enregistrée l'année précédente, en soutien à l’Ukraine. Cependant, certains morceaux emblématiques du quatuor manquent à l’appel, comme New Year's Day ou Discothèque. Tous les albums studio de la carrière du groupe sont représentés à l'exception d’October (1981), du projet Passengers (1995) et de No Line on the Horizon (2009).
À sa sortie, Songs of Surrender se hisse au sommet de 11 charts en Europe dont le Royaume-Uni. C'est la première fois depuis No Line on the Horizon en 2009 que U2 place un album N°1 dans ce pays. En Irlande, Songs of Surrender accède à la première place de l’Irish Albums Chart devenant ainsi le 10e album N°1 du groupe dans leur pays natal. Songs of Surrender se classe également 2e en France, 3e en Australie et 5e au Billboard 200 aux Etats-Unis. La sortie de l'album est accompagnée d'un film documentaire télévisé, Bono and The Edge: A Sort of Homecoming, avec David Letterman, qui a été diffusé pour la première fois sur Disney.

## Historique

### Contexte
L’album est né de la volonté de donner une nouvelle interprétation aux titres écrits par U2 depuis le début de sa carrière. Le projet est expliqué par The Edge dans une lettre manuscrite reçue par certains fans. Il décrit l’évolution de U2 et le besoin de revoir certains titres, de les adapter aux adultes qu’ils sont devenus : « l’intimité a remplacé l’urgence post-punk. De nouvelles clés, de nouveaux accords, de nouveaux tempos et de nouvelles paroles sont arrivés … Une fois que nous avons abandonné notre révérence pour la version originale, chaque chanson a commencé à s’ouvrir à une nouvelle voix, hymne de cette époque, des gens que nous sommes maintenant, et particulièrement du chanteur que Bono est devenu. » Il poursuit : « La musique vous permet de voyager dans le temps, et nous sommes devenus curieux de savoir ce que ce serait de ramener nos premières chansons avec nous, à nos jours et de leur donner le bénéfice, ou non, de réinventer le 21e siècle. »

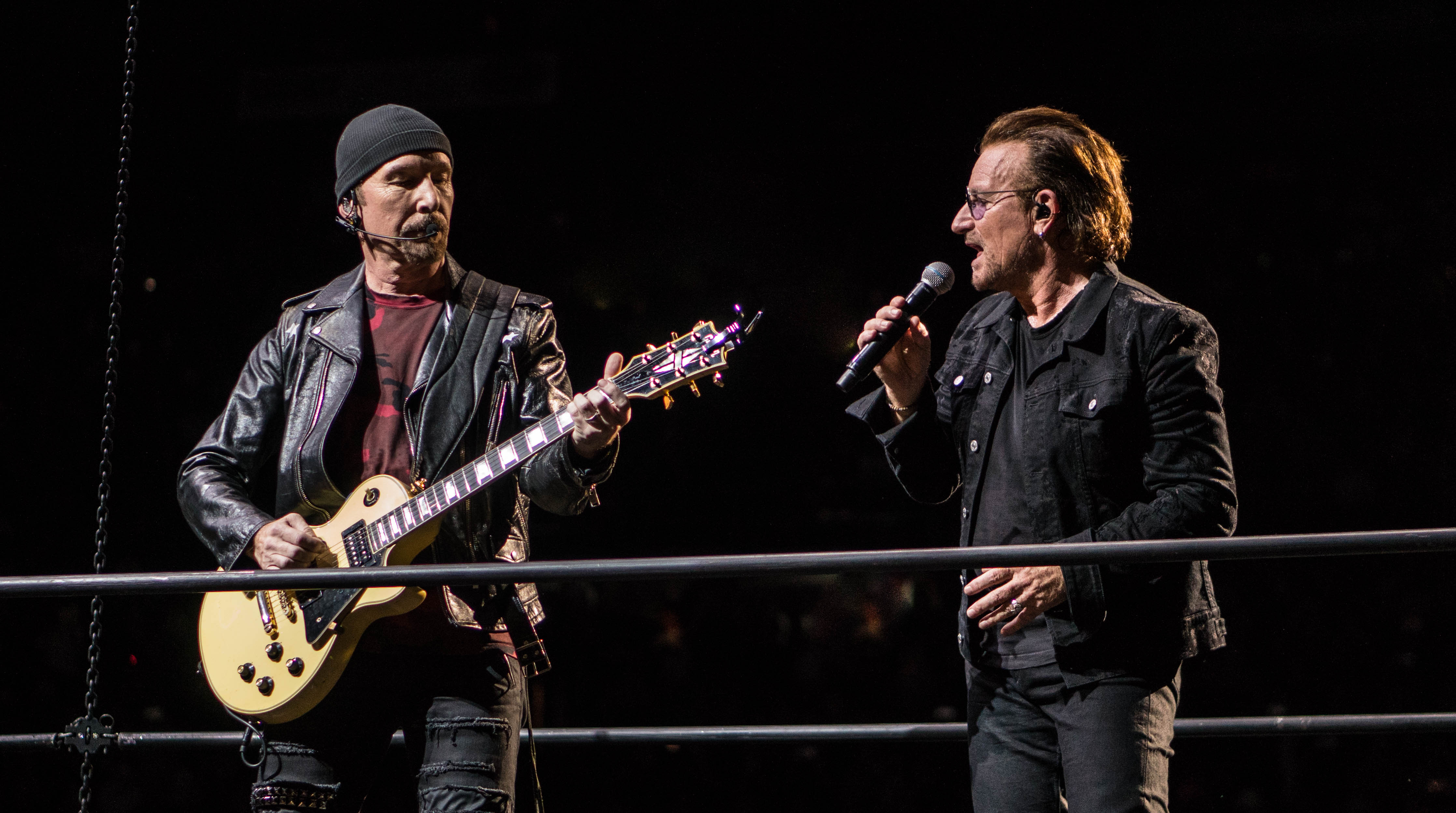
L'album a été principalement enregistré par le guitariste The Edge et le chanteur Bono.

### Enregistrement
L'élaboration de l'album commence début 2021, parallèlement aux fermetures imposées par la pandémie de Covid-19. La basse et la batterie n'apparaissent pas sur toutes les pistes. De plus, la partie percussion étant affectée par l'état de santé de Larry Mullen Junior, The Edge a utilisé des pistes d'accompagnement enregistrées dans le passé par Mullen lui-même, qui ont été utilisées dans le morceau Get Out of Your Own Way. Les enregistrements ont eu lieu de manière informelle dans un studio installé au domicile de The Edge (« dans le studio de ma chambre ou sur le piano du salon » dit-il) expérimentant différentes tonalités, accords et changements rythmiques. Les autres sessions ont été réalisées dans des studios d'enregistrement à Londres et à Los Angeles, mais la plupart du travail a été fait à distance, tandis que Bono était à Dublin, écrivant son autobiographie, Surrender : 40 Songs, One Story, avec des chapitres basés sur des chansons de U2.
The Edge et Bono ont collaboré occasionnellement lorsqu’ils étaient tous les deux en France. À l’une de ces occasions, ils ont travaillé avec le producteur Declan Gaffney et le violoncelliste Stjepan Hauser pendant quatre à cinq jours. Les sessions ont produit des versions de Vertigo et Dirty Day qui étaient basées sur le violoncelle. Le groupe a également collaboré avec l’ingénieur Duncan Stewart. « Ce fut un processus très joyeux », déclare Edge. 
Le guitariste estime que le groupe a créé au total 50 nouveaux arrangements de chansons durant 
l'enregistrement de Songs of Surrender. Des morceaux tels qu'Angel of Harlem et Moment of Surrender étaient en lice pour figurer sur l'album, mais ont finalement été écartés.

### Promotion
Pour coïncider avec la date de sortie de l'album le 17 mars, une émission spéciale intitulée Bono & The Edge : A Sort of Homecoming, With Dave Letterman sort sur Disney+. Le programme, réalisé par Morgan Neville, comprend des séquences documentaires de Bono et The Edge en tournée dans leur Dublin natal avec le comédien David Letterman, ainsi qu'un concert. Bono et The Edge composent une chanson inédite, Forty Foot Man, inspirée de la visite de David Letterman au Forty Foot (en), un promontoire de la baie de Dublin qui, tous les jours depuis 250 ans, est un lieu de baignade des Irlandais quelle que soit la météo. Non incluse sur l'album, la chanson est utilisée pour le générique final du documentaire. Le tournage terminé Letterman est revenu sur place, de son initiative, l'instant d'une journée, afin de se faire filmer nageant dans la baie.

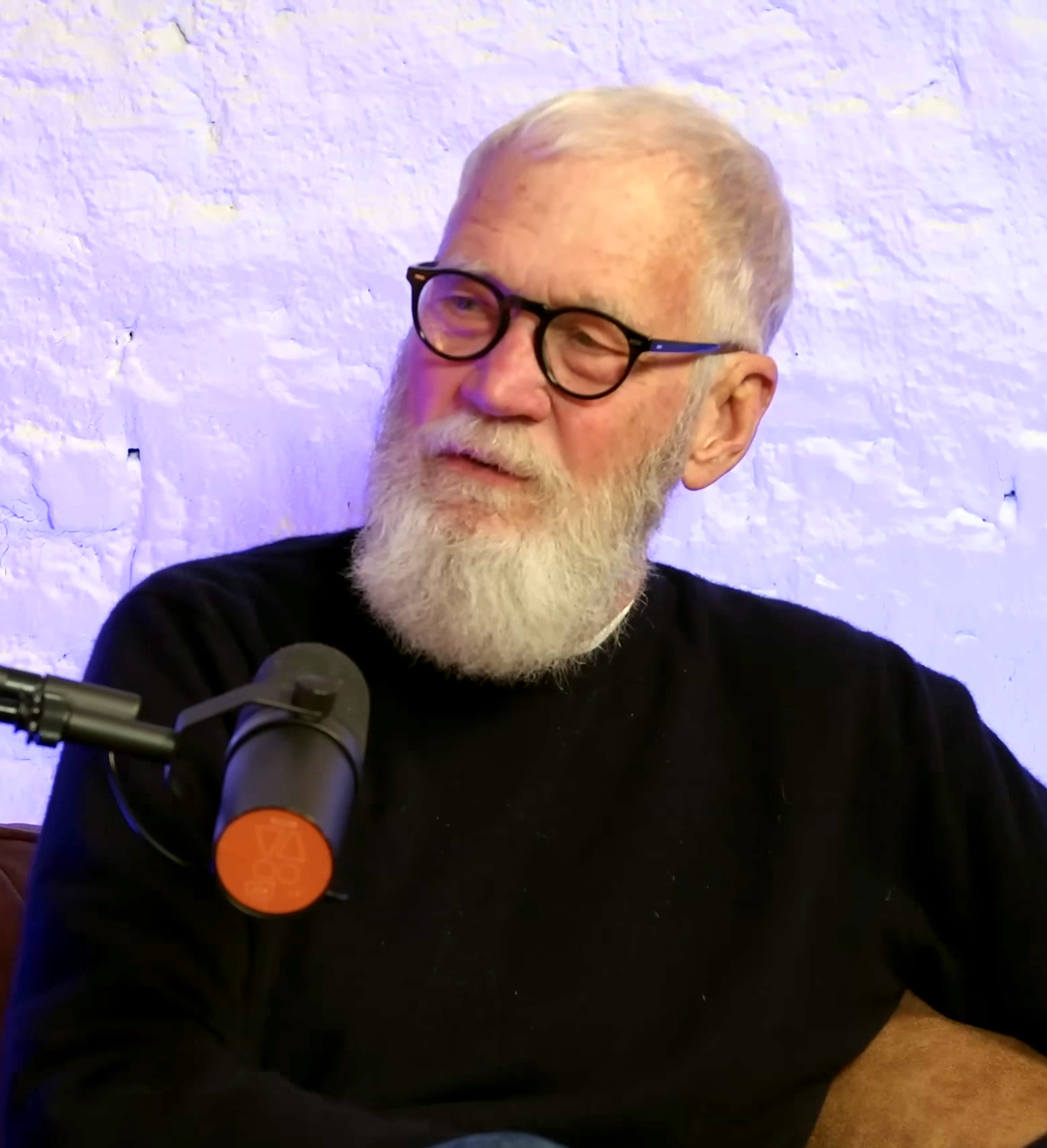
Le documentaire télévisé Bono & The Edge : A Sort of Homecoming, dont la sortie coïncide avec celle de l'album, met en scène le comédien David Letterman.

Le projet a été mentionné dans les mémoires de Bono, Surrender : 40 Songs, One Story, publié en novembre 2022, dans une section intitulée After the After Words. Après avoir reconnu qu'il avait réécrit certaines de ses paroles dans le livre, Bono a déclaré : « Pendant le confinement, nous avons pu réimaginer quarante titres de U2 pour la collection Songs of Surrender, ce qui m'a donné la chance de revivre ces chansons pendant que j'écrivais ces mémoires. Cela m'a également permis d'aborder une question qui me taraude depuis un certain temps. Les paroles de quelques chansons que j'ai toujours ressenties n'ont jamais été tout à fait écrites. Elles le sont maintenant. (Je pense.) . »

## L'album

### Analyse
Pour cet album, U2 a mis de côté les guitares électriques, adoptant un son acoustique plus serein et intimiste pour réinterpréter des chansons de toute leur carrière, des tubes comme Beautiful Day et des titres moins connus comme Dirty Day présent sur Zooropa en 1993 ou encore Stories for Boys issu de leur premier disque Boy en 1980.
U2 se fait plus petit, dépouillant les chansons jusqu’à leur essence, les ralentissant et les réécrivant souvent comme sur Walk On dédié à l'Ukraine, Who's Gonna Ride Your Wild Horses  ou Sunday Bloody Sunday.
Bad devient une ballade acoustique, agrémentée d’un violoncelle et de paroles radicalement différentes qui transforment la chanson en une méditation sur l’acceptation du passage du temps, ainsi que la perte et la résignation qui accompagnent ce processus.
I Still Haven't Found What I'm Looking For est la chanson qui se rapproche le plus d’un retour en arrière, avec Brian Eno et Daniel Lanois, l’équipe de production habituelle du groupe, qui apportent leurs chœurs.
Mais ailleurs, les morceaux sont revisités. The Fly, une chanson quasi-industrielle de l’album Achtung Baby de 1991 sur le fait que les hommes sont des idiots, palpite avec une nouvelle énergie, tandis que Until the End of the World, l’une de leurs chansons les plus explicitement chrétiennes, acquiert une nouvelle intimité. Stuck in a Moment You Can’t Get Out, un hommage à l’ami du groupe, le regretté Michael Hutchence, sur All That You Can’t Leave Behind en 2000, devient plus émouvante dans sa nouvelle forme moins aérienne.
Le chant de Bono a radicalement changé au fil des ans, car il a trouvé de nouvelles gammes vocales, optant plus souvent pour le croon que pour le cri. Des chansons comme One et Vertigo sont une vitrine pour cet instrument plus souple.
À noter enfin, que certains morceaux emblématiques de la formation irlandaise ne sont pas présents sur ce disque acoustique à l'instar de  New Year's Day, Discothèque, Mysterious Ways, Bullet the Blue Sky ou Gloria. Aucune chanson des albums October, No Line on the Horizon ou du projet Passengers ne s'y trouve.

### Pochette
La couverture de la pochette d'album représente, sous forme de vignettes, les visages des 4 membres de U2 en noir et blanc (ou gris). Elle ressemble par sa disposition à celle de l'album Pop. D'ailleurs, trois des photos des Irlandais sur la couverture de Songs of Surrender ont été prises pour la promotion de ce disque en 1997. Seul le visage de Bono a été photographié à l'époque de l'album The Unforgettable Fire. Les photos de l'album ont été réalisées par le Néerlandais Anton Corbijn.

## Singles
- Pride (In the Name of Love), sorti le 11 janvier 2023
- With or Without You, sorti le 27 janvier 2023
- One, sorti le 12 février 2023
- Beautiful Day, sorti le 3 mars 2023
- Invisible, sorti le 17 mars 2023

## Accueil critique
Tom Doyle de Mojo déclare que pour U2, l'album « ressemble à une sorte de libération. Si leurs faux pas créatifs lors des deux dernières décennies ont généralement été causés par leur double détermination à suivre la pop moderne et à rechercher sans relâche une musique qui fonctionne dans les stades, alors ici, ils se sont libérés de tout cela ». Alexis Petridis du journal The Guardian dit « qu'en écoutant Songs of Surrender tout à la fois, il a du mal à retenir votre attention, mais que pris à plus petites doses, il y a de grands moments marqués par un sentiment de véritable réinvention ». Andrew Mueller de Uncut déclare que « les points culminants sont splendides », distinguant Red Hill Mining Town, Beautiful Day et  The Miracle (of Joey Ramone). Dans une critique positive pour le magazine Rolling Stone, Joe Gross déclare que les arrangements dépouillés des chansons permettent à The Edge de ne pas être accusé d'être trop dépendant des effets de guitare, et que son travail sur l'album vous rappelle que ce sont des chansons robustes qui peuvent être repensées sans aucun artifice sonore. Pour France Inter, « Songs of Surrender est totalement réussi. Les nouvelles textures apportent un écrin de douceur et davantage d’intimité aux grands classiques de U2, la puissance des messages restent intacte, mais l’ampleur, la dimension de chansons de stade propre à U2 s’efface au bénéfice de l’expérience de la lenteur, de la redécouverte des nuances, et du sens des paroles. » François Armanet dans le Nouvel Observateur attribue la note de 4 étoiles à Songs of Surrender, ajoutant qu' « il n'y a rien à jeter. Mieux certaines chansons revisitées retrouvent leur virginité. Ce n'est peut-être pas pour rien qu'avant chaque concert, U2 prie. ». Enfin, Alexandre Vigneault du journal La Presse écrit que « U2 déploie une belle imagination sur Songs of Surrender. Il reste qu’on ressort de cette longue traversée avec une conviction principale : dans le cas du groupe irlandais, le travail d’arrangement et de studio n’a jamais été qu’une simple étape d’enrobage, mais un instrument à part entière. Le cinquième membre du groupe. Et on ne peut s’empêcher de s’ennuyer de lui, ici. »

## Liste des titres

### Édition digitale complète et version  Super Deluxe
Toutes les paroles sont écrites par Bono, sauf exceptions notées, toute la musique est composée par U2, sauf exceptions notées.
| 1.  | One                                            | Achtung Baby (1991)                    | 3:36 |
| 2.  | Where the Streets Have No Name                 | The Joshua Tree (1987)                 | 4:17 |
| 3.  | Stories for Boys                               | Boy (1980)                             | 2:51 |
| 4.  | 11 O'Clock Tick Tock                           | non-album single (1980)                | 3:58 |
| 5.  | Out of Control                                 | Boy                                    | 4:09 |
| 6.  | Beautiful Day                                  | All That You Can't Leave Behind (2000) | 3:53 |
| 7.  | Bad                                            | The Unforgettable Fire (1984)          | 5:31 |
| 8.  | Every Breaking Wave (Paroles : Bono, The Edge) | Songs of Innocence (2014)              | 5:11 |
| 9.  | Walk On (Ukraine)                              | All That You Can't Leave Behind        | 4:07 |
| 10. | Pride (In the Name of Love)                    | The Unforgettable Fire                 | 3:57 |

| 1.  | Who's Gonna Ride Your Wild Horses                                 | Achtung Baby                                                       | 5:17 |
| 2.  | Get Out of Your Own Way                                           | Songs of Experience (2017)                                         | 3:27 |
| 3.  | Stuck in a Moment You Can't Get Out Of (paroles : Bono, The Edge) | All That You Can't Leave Behind                                    | 4:34 |
| 4.  | Red Hill Mining Town                                              | The Joshua Tree                                                    | 5:02 |
| 5.  | Ordinary Love (musique : U2, Brian Burton)                        | Bande originale de Mandela : Un long chemin vers la liberté (2013) | 3:13 |
| 6.  | Sometimes You Can't Make It on Your Own                           | How to Dismantle an Atomic Bomb (2004)                             | 5:00 |
| 7.  | Invisible                                                         | Songs of Innocence - Édition deluxe                                | 4:23 |
| 8.  | Dirty Day (paroles : Bono, the Edge)                              | Zooropa (1993)                                                     | 3:57 |
| 9.  | The Miracle (of Joey Ramone)                                      | Songs of Innocence                                                 | 3:29 |
| 10. | City of Blinding Lights                                           | How to Dismantle an Atomic Bomb                                    | 4:55 |

| 1.  | Vertigo (paroles : Bono, the Edge)                     | How to Dismantle an Atomic Bomb | 3:29 |
| 2.  | I Still Haven't Found What I'm Looking For             | The Joshua Tree                 | 4:15 |
| 3.  | Electrical Storm                                       | The Best of 1990-2000 (2002)    | 4:13 |
| 4.  | The Fly                                                | Achtung Baby                    | 4:02 |
| 5.  | If God Will Send His Angels (paroles : Bono, the Edge) | Pop (1997)                      | 5:14 |
| 6.  | Desire                                                 | Rattle and Hum (1988)           | 2:56 |
| 7.  | Until the End of the World                             | Achtung Baby                    | 4:44 |
| 8.  | Song for Someone (paroles : Bono, the Edge)            | Songs of Innocence              | 3:48 |
| 9.  | All I Want Is You                                      | Rattle and Hum                  | 4:28 |
| 10. | Peace on Earth                                         | All That You Can't Leave Behind | 4:22 |

| 1.  | With or Without You                                                                   | The Joshua Tree                 | 3:14 |
| 2.  | Stay (Faraway, So Close!)                                                             | Zooropa                         | 5:03 |
| 3.  | Sunday Bloody Sunday                                                                  | War (1983)                      | 4:13 |
| 4.  | Lights of Home (musique : U2, Alana Haim, Danielle Haim, Este Haim, Ariel Rechtshaid) | Songs of Experience             | 4:20 |
| 5.  | Cedarwood Road (lyrics: Bono, the Edge)                                               | Songs of Innocence              | 3:24 |
| 6.  | I Will Follow                                                                         | Boy                             | 3:40 |
| 7.  | Two Hearts Beat as One                                                                | War                             | 4:08 |
| 8.  | Miracle Drug (paroles : Bono, the Edge)                                               | How to Dismantle an Atomic Bomb | 3:35 |
| 9.  | The Little Things That Give You Away                                                  | Songs of Experience             | 4:52 |
| 10. | "40"                                                                                  | War                             | 3:03 |

### Edition Standard et édition physique deluxe
| 1.  | One                                        |  |
| 2.  | Where the Streets Have No Name             |  |
| 3.  | Stories for Boys                           |  |
| 4.  | Walk On (Ukraine)                          |  |
| 5.  | Pride (In the Name of Love)                |  |
| 6.  | City of Blinding Lights                    |  |
| 7.  | Ordinary Love                              |  |
| 8.  | Invisible                                  |  |
| 9.  | Vertigo                                    |  |
| 10. | I Still Haven't Found What I'm Looking For |  |
| 11. | The Fly                                    |  |
| 12. | If God Will Send His Angels                |  |
| 13. | Stay (Faraway, So Close!)                  |  |
| 14. | Sunday Bloody Sunday                       |  |
| 15. | I Will Follow                              |  |
| 16. | 40                                         |  |

| 1.  | One                                        |  |
| 2.  | Where the Streets Have No Name             |  |
| 3.  | Stories for Boys                           |  |
| 4.  | Beautiful Day                              |  |
| 5.  | Walk On (Ukraine)                          |  |
| 6.  | Pride (In the Name of Love)                |  |
| 7.  | City of Blinding Lights                    |  |
| 8.  | Red Hill Mining Town                       |  |
| 9.  | Ordinary Love                              |  |
| 10. | Invisible                                  |  |
| 11. | Vertigo                                    |  |
| 12. | I Still Haven't Found What I'm Looking For |  |
| 13. | The Fly                                    |  |
| 14. | If God Will Send His Angels                |  |
| 15. | Until the End of the World                 |  |
| 16. | With or Without You                        |  |
| 17. | Stay (Faraway, So Close!)                  |  |
| 18. | Sunday Bloody Sunday                       |  |
| 19. | I Will Follow                              |  |
| 20. | 40                                         |  |

## Personnel
Selon le livret inclut avec l'album : 
- Bono – chant
- The Edge – guitares, basse supplémentaire (5, 24, 26–27, 37), piano, claviers, Piano électrique Fender Rhodes (2, 31), piano électrique Wurlitzer (31, 37, 40), programmation (4, 23), Dulcimer martelé (17, 24, 26), programmation de la batterie (30), ukulélé (33, 40), chant, chœurs
- Adam Clayton – basse
- Larry Mullen Jr. – batterie, percussions, piano (1)

## Musiciens additionnels
- Abe Laboriel Jr. – choeurs et arrangement vocal (1)
- Bob Ezrin – synthétiseur (6), violoncelle (40), orgue (29), guitare acoustique (32) , effets sonores (32), cordes et arrangement de cordes (32)
- Duncan Stewart – guitare (17), percussions (37), claviers (34), chœurs (19, 37) , Rhodes (31), synthétiseur (2, 19), claviers supplémentaires (6, 9), programmation (9), orgue (16, 34), piano électrique Wurlitzer (22–23, 31), marimba (25), programmation de batterie et programmation de synthétiseur (26), guitare acoustique (32), flûte (34), claquements de mains (37)
- Declan Gaffney – piano (28, 35), synthétiseur (2)
- Hauser – violoncelle (2, 18, 21)
- Terry Lawless – claviers supplémentaires (5, 36)
- Anil Sebastian – chœur (6)
- Anna Holloway – chœur (6)
- Caitlin Sinclair – chœur (6)
- Cerian Holland – chœur (6)
- Connor Going – chœur (6)
- Didier Rochard – chœur (6)
- Jeremy Franklin – chœur (6)
- Kate Westall – chœur (6)
- Liv Barath – chœur (6)
- Lydia Clowes – chœur (6)
- Chloe Dale Poswilo – chœurs (6)
- Hollis Howard – chœurs (6)
- Peter Gregson – violoncelle (7, 9)
- John Metcalfe – fanfare et arrangement de cors (8), cordes et arrangement de cordes (32)
- Karsh Kale – cloches (10), arrangement de chœur (10), orchestre (10)
- Chœur d'enfants Hillspring (Mumbai) - chœur (10)
- Kamakshi Khanna – chœur (10)
- Ezra Mullen – tambourin (13)
- Dan Oestreicher – saxophone alto et saxophone baryton (14)
- Rori Coleman – fanfare (14)
- Trombone Shorty – fanfare (14)
- Yirmayah Yisrael – saxophone ténor (14)
- Andres Forero – percussions (16)
- Brian Eno – chœurs (22)
- Daniel Lanois – chœurs (22)
- Stuart Morgan – basse (22)
- Andy Barlow – claviers supplémentaires (39)
- Jolyon Thomas – guitare et claviers supplémentaires (39)

## Classement
Songs of Surrender a été N°1 dans plusieurs pays dont le Royaume-Uni. Dans ce dernier pays, c'est la 11e fois qu'un album de U2 accède à cette place, égalant au passage David Bowie. C'est aussi le 13e album du groupe à se classer dans le top 10 aux États-Unis. U2 devient ainsi la quatrième formation à placer au moins un titre dans le top 10 du 
Billboard 200 dans les années 1980, 1990, 2000, 2010 et 2020, rejoignant AC/DC, Def Leppard et Metallica.
| Classement / pays (2023)        | Meilleure position |
| ------------------------------- | ------------------ |
| Australie                       | 3                  |
| Allemagne                       | 1                  |
| Autriche                        | 1                  |
| Belgique (Flandres et Wallonie) | 1                  |
| Canada                          | 5                  |
| Croatie                         | 1                  |
| Danemark                        | 8                  |
| Ecosse                          | 1                  |
| Espagne                         | 2                  |
| États-Unis                      | 5                  |
| Finlande                        | 29                 |
| France                          | 2                  |
| Grèce                           | 7                  |
| Hongrie                         | 7                  |
| Irlande                         | 1                  |
| Italie                          | 1                  |
| Japon                           | 15                 |
| Norvège                         | 12                 |
| Nouvelle Zélande                | 8                  |
| Pays Bas                        | 1                  |
| Pologne                         | 4                  |
| Portugal                        | 1                  |
| Royaume-Uni                     | 1                  |
| Suède                           | 24                 |
| Suisse                          | 1                  |
| Tchéquie                        | 15                 |